# Sabina Casárová
Sabina Casárová (Praga, 30 de septiembre de 1981) es una modelo, cantante y ex actriz pornográfica checa, también conocida como Sabine Mallory o Sabina Marini.

## Biografía
Sabina Casárová nació en Praga y, con diecinueve años, debutó en el film Teenage Playgames (2001). Poseedora de una belleza notable, se retiró del medio pornográfico en (2009) con la película The Slave Huntress 2 para incursionar en la industria discográfica y en el modelaje, actividad que desarrolla en la actualidad.
Además de ello, realiza actividades como performer, escritora y estilista.

## Filmografía
- Private Tropical 26: Madagascar (2006)
- She Licks Girls 2 (2006)
- Angel Perverse 4 (2006)
- Circle Of Deceit 1 (2004)
- Fetish Whores 2 (2004)
- Garters and Lace (2004)
- No Limit (2004)
- White-Hot Nurses 1 (2004)
- Blowjob Fantasies 17 (2003)
- Chasing The Big Ones 19 (2003)
- Hustler's Babes 5: Come For The Pussy, Stay For The Action (2003)
- Obsessions (2003)
- Passport To Prague 2 (2003)
- Pornochic 4: Sarah (2003)
- Precious Pink 12 (2003)
- Rocco's Hardest Scenes (2003)
- Sexy Game (2003)
- Hustler's Babes 4: Hot Sex In Ibiza (2002)
- Misty Rain's Worldwide Sex 8: Party In Prague 2 (2002)
- Mr. Beaver Checks In 10 (2002)
- Pornutopia 1 Harmony Films (2002)
- XXX Road Trip 3 (2002)
- Czech Perfect Dreamland Entertainment (2001)
- Bad Czechs (2001)
- Girl's Best Friend (2001)
- Hot Residence (2001)
- Kelly's Way To Love (2001)
- Maschera della Perversione (2001)
- Misty Rain's Worldwide Sex 6: Slammin' In Slovakia (2001)
- Rocco Ravishes Prague 3 (2001)
- Rocco: Animal Trainer 6 (2001)
- Rocco's Way to Love (2001)
- Seigneur des Anus (2001)

## Discografía
Sabina Casárová ha colaborado con Aneta Langerová (2007) y Pája Junek (2010-2011), entre otros, como vocalista.